# Khu bảo tồn động vật hoang dã Thungyai–Huai Kha Khaeng
Khu bảo tồn động vật hoang dã Thungyai–Huai Kha Khaeng là một Di sản thế giới của UNESCO nằm tại các tỉnh Kanchanaburi, Tak và Uthai Thani, Thái Lan. Đó là một khu vực rộng lớn gồm hai khu bảo tồn động vật hoang dã là Khu bảo tồn động vật hoang dã Thungyai Naresuan và Khu bảo tồn động vật hoang dã Huai Kha Khaeng tạo thành tổ hợp rừng phía Tây Thái Lan. Năm 1991, Thungyai–Huai Kha Khaeng được UNESCO công nhận là Di sản thế giới.